# Parafia św. Rozalii w Szczecinku
Parafia pw. Świętej Rozalii w Szczecinku - parafia należąca do dekanatu Szczecinek, diecezji koszalińsko-kołobrzeskiej, metropolii szczecińsko-kamieńskiej. Została utworzona w 1983. Obsługiwana przez księży diecezjalnych. Siedziba parafii mieści się przy ulicy Świętej Rozalii.

## Miejsca święte

### Kościół parafialny
Kościół pw. św. Rozalii w Szczecinku
Kościół parafialny wybudowany w latach 1988–2005. 

### Kościoły filialne i kaplice
Kaplica pw. św. Stanisława Kostki w Bursie Katolickiej w Szczecinku